# Melita (Manitoba)
Melita è un comune (town) del Canada, situato nel sud della provincia di Manitoba.